# Randy Pierce
Randolph Stephen „Randy“ Pierce (* 23. November 1957 in Arnprior, Ontario) ist ein ehemaliger kanadischer Eishockeyspieler und -trainer, der im Verlauf seiner aktiven Karriere zwischen 1975 und 1986 unter anderem 279 Spiele für die Colorado Rockies, New Jersey Devils und Hartford Whalers in der National Hockey League (NHL) auf der Position des rechten Flügelstürmers bestritten hat.

## Karriere
Pierce bestritt seine Juniorenzeit zwischen 1975 und 1977 bei den Sudbury Wolves aus der Ontario Major Junior Hockey League (OMJHL). Parallel zum Eishockey spielte er während dieser Zeit auch in den Sommermonaten Baseball. Seine Juniorenkarriere schloss der Flügelstürmer mit insgesamt 193 Scorerpunkten in 137 Einsätzen ab und wurde abschließend sowohl im NHL Amateur Draft 1977 in der dritten Runde an 47. Stelle von den Colorado Rockies aus der National Hockey League (NHL) als auch im WHA Amateur Draft 1977 in der zweiten Runde an 19. Position von den New England Whalers aus der zu dieser Zeit mit der NHL in Konkurrenz stehenden World Hockey Association (WHA) ausgewählt.
Daraufhin wechselte der 20-Jährige zur Saison 1977/78 in die Organisation der Colorado Rockies. In seiner Rookiespielzeit kam der Angreifer zu 35 NHL-Einsätzen, stand aber auch bei den Phoenix Roadrunners und Hampton Gulls, beides Farmteams der Rockies in den Minor Leagues, auf dem Eis. Mit Beginn des Spieljahres 1978/79 war Pierce Stammspieler bei den Colorado Rockies und absolvierte in der Folge drei komplette Spielzeiten, in denen er mindestens 30 Punkte erzielte, für das Franchise. Sowohl in der Spielzeit 1980/81 als auch 1981/82 verpasste der Kanadier jedoch große Teile der Saison wegen zahlreicher Verletzungen. Im Sommer 1982 wurde das Team von Denver in den Bundesstaat New Jersey und setzte den Spielbetrieb dort unter dem Namen New Jersey Devils fort. Dort waren die Dienste des Offensivspielers nach der Neuausrichtung des Teams jedoch nicht mehr sonderlich gefragt und so spielte er bis zu seiner Entlassung im Dezember 1982 nur dreimal für die Devils. Stattdessen stand er bis dahin hauptsächlich für die Wichita Wind in der Central Hockey League (CHL) auf dem Eis.
Nach der vorzeitigen Entlassung aus seinem Vertrag schloss sich Pierce den Binghamton Whalers aus der American Hockey League (AHL) an, wo er im restlichen Verlauf der Saison 1982/83 noch 46 Partien absolvierte und dabei 55 Punkte verbuchte. Da Binghamton in einer Kooperation mit den Hartford Whalers aus der NHL stand und seine Leistungen die dortigen Verantwortlichen ansprachen, erhielt der Stürmer, der zu diesem Zeitpunkt als Free Agent galt, im Oktober 1983 einen Vertrag bei Hartford. Er verbrachte zwei Spielzeiten in der Organisation, in denen er zwischen NHL und AHL pendelte. Zur Saison 1985/86 wechselte der 27-Jährige zu den Salt Lake Golden Eagles in die International Hockey League (IHL), wo er sich Anfang Januar 1986 derartig an der Schulter verletzte, dass er seine aktive Laufbahn nicht mehr fortsetzen konnte und selbige umgehend beendete. Nach seinem Karriereende arbeitete Pierce in der Saison 1990/91 als Assistenztrainer bei den neu gegründeten Kansas City Blades in der International Hockey League unter Cheftrainer Doug Soetaert.

## Karrierestatistik
(Legende zur Spielerstatistik: Sp oder GP = absolvierte Spiele; T oder G = erzielte Tore; V oder A = erzielte Assists; Pkt oder Pts = erzielte Scorerpunkte; SM oder PIM = erhaltene Strafminuten; +/− = Plus/Minus-Bilanz; PP = erzielte Überzahltore; SH = erzielte Unterzahltore; GW = erzielte Siegtore; 1 Play-downs/Relegation; Kursiv: Statistik nicht vollständig)